# Davis Submerged Escape Apparatus

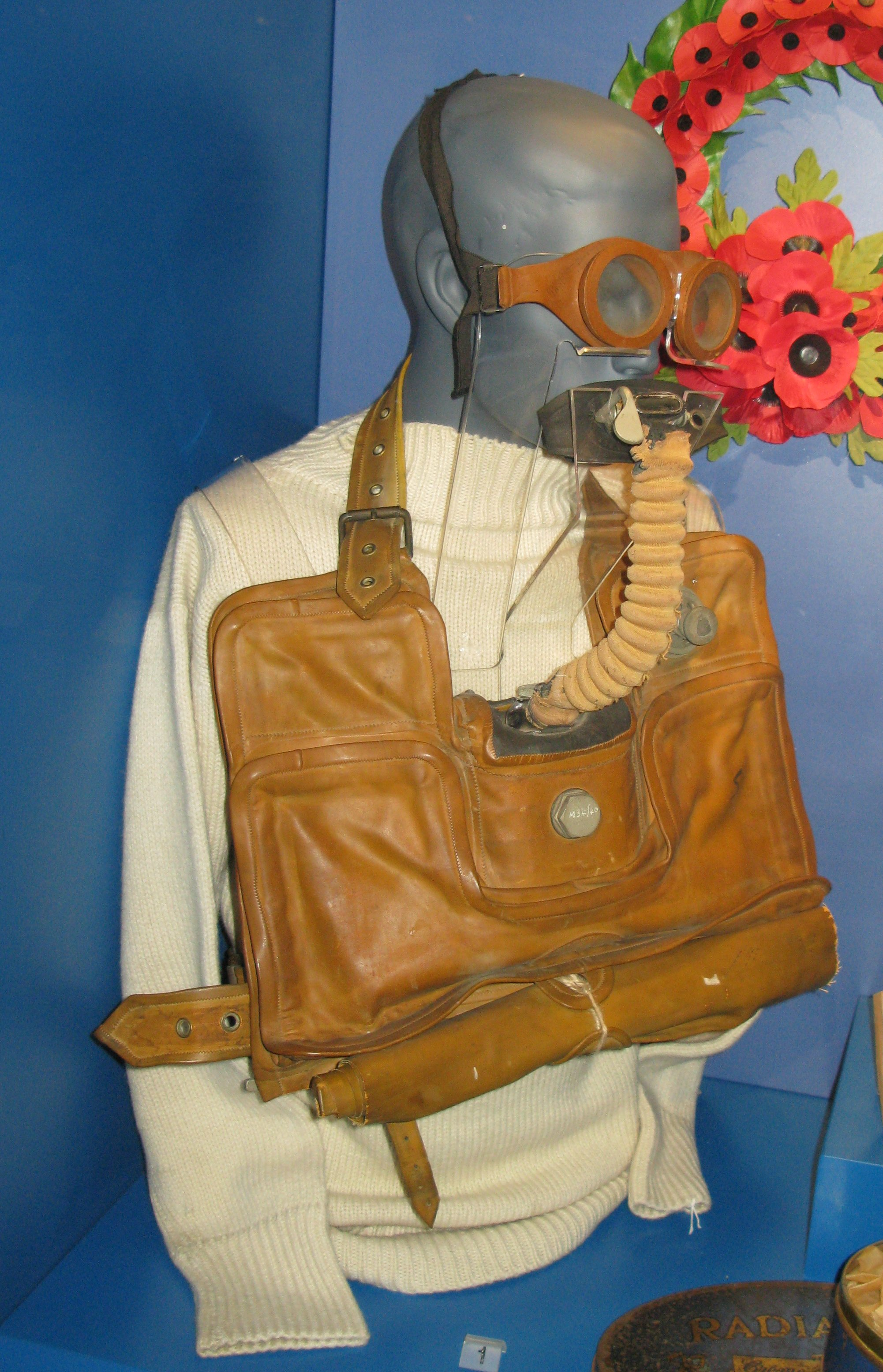
Un appareil Davis Submerged Escape Apparatus

Le Davis Submerged Escape Apparatus (en français : « appareil d'échappement submergé de Davis »), également appelé "DSEA" était un des premiers recycleurs d'oxygène inventé en 1910 par Sir Robert Davis, directeur de Siebe Gorman et Co. Ltd, inspiré par le système antérieur de Henry Fleuss ,, et adopté par la Royal Navy après un développement ultérieur de Davis en 1927. Bien que principalement destiné à être un appareil d'échappement d'urgence pour les équipages des sous-marins, il a été bientôt utilisé pour la plongée, étant un appareil pratique de plongée en eaux peu profondes, et comme appareil respiratoire industriel.

## Conception

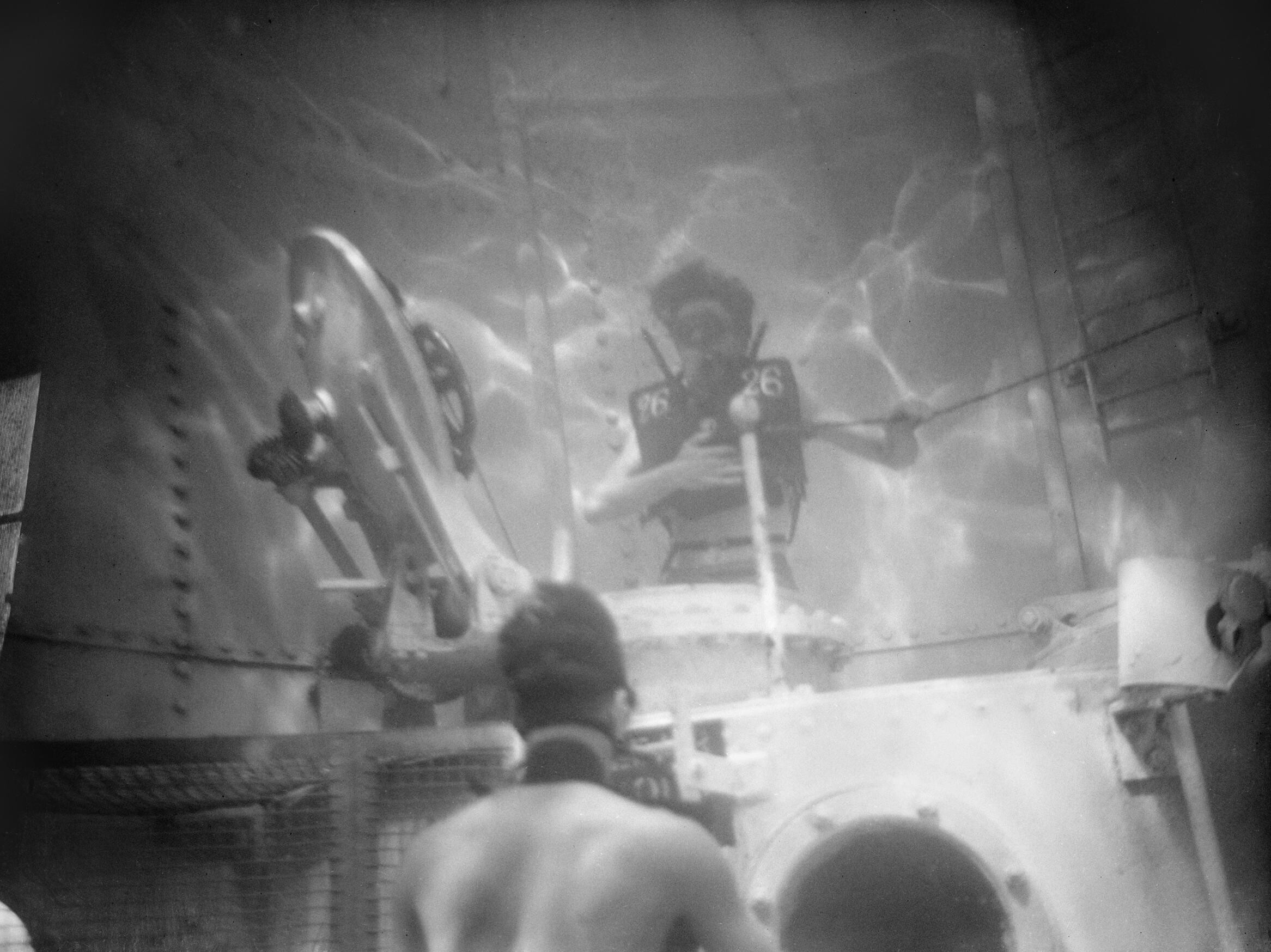
Davis breathing apparatus testé lors d'une évacuation du HMS Dolphin, Gosport, 14 décembre 1942.

La plate-forme DSEA comprend un sac de respiration/flottabilité en caoutchouc, qui contient une cartouche d'hydroxyde de baryum pour capter le dioxyde de carbone (CO²) expiré et, dans une poche à l'extrémité inférieure du sac, une bouteille en pression en acier contenant environ 56 litres d'oxygène à une pression de 120 bar. Le cylindre est équipé d'une vanne de régulation et est relié au sac respiratoire. L'ouverture de la soupape de la bouteille permet d'introduire de l'oxygène dans le sac et de le charger à la pression de l'eau environnante.
Le récipient d'absorbant de CO² à l'intérieur du sac respiratoire est relié à un embout par un tube flexible ondulé. La respiration est effectuée par la bouche seulement, le nez étant fermé par un clip. Des lunettes de protection sont également fournies en tant que pièce standard de l'appareil.
Le sac de respiration/flottabilité est équipé d'une soupape de non-retour qui permet à l'air de s'échapper du sac à mesure que l'utilisateur monte vers la surface et que la pression de l'eau diminue. Le porteur peut fermer cette soupape en arrivant à la surface, l'air dans le sac de respiration/flottaison servant alors de bouée de flottaison. Si le sac est dégonflé alors que le porteur est à la surface en attente de sauvetage, il peut être rempli (pour utilisation comme gilet de sauvetage) en ouvrant le clapet anti-retour et en soufflant à travers l'embout buccal.
La plate-forme DSEA de la Royal Navy habituelle comprenait également un sac de flottabilité d'urgence à l'avant du sac principal de respiration/flottaison pour aider à garder le porteur à flot après avoir atteint la surface même s'il avait épuisé l'air dans le sac de respiration/flottabilité. Ce sac de secours a été gonflé par une cartouche "Oxylet" à l'intérieur - une petite bouteille en acier d'oxygène qui a été ouverte en cassant son col affaibli et en déchirant brusquement.
Il avait également un rideau retardateur, qui était un tablier en caoutchouc déroulé et maintenu horizontalement par le porteur alors qu'il montait, réduisant considérablement sa vitesse de montée par la résistance à l'eau.

## Service opérationnel

Photo du lieutenant Lionel 'Buster' Crabb, avec autour de son cou, un DSEA à Gibraltar en avril 1944.

Le Davis Submerged Escape Apparatus a été le premier ou presque le premier recycleur à être fabriqué en quantité.
Adopté par la Royal Navy en 1929, le DSEA a été utilisé avec un succès limité pour aider les membres de l'équipage à s'échapper de plusieurs sous-marins coulés, comme par exemple le HMS Poseidon en 1931, le HMS Thetis en 1939  et le HMS Perseus en 1941.
Une petite version de la DSEA, l'Amphibious Tank Escape Apparatus(ATEA) a été produite pour l'utilisation par les équipages de chars amphibies (DD tanks ou Duplex Drive tanks) tels que ceux utilisés lors du Débarquement de Normandie.
Il y a eu des cas, surtout pendant la Seconde Guerre mondiale, que le DSEA a été utilisé pour nager à partir de la surface et utilisé en plongée sous-marine. Au cours de la Seconde Guerre mondiale, il fut également utilisé par le groupe de nageurs de combat à Gibraltar, dirigé par le lieutenant Lionel « Buster » Crabb, et porté parfois par des plongeurs pilotant des canots submersibles motorisés.